# جاكارا أنتوني
جاكارا أنتوني (مواليد 8 يوليو 1998) هي لاعبة تزلج حر أسترالية، فازت بالميدالية الذهبية في أولمبياد 2022.

## وصلات خارجية
- جاكارا أنتوني على موقع الاتحاد الدولي للتزلج (التزلج الحر) (الإنجليزية)
- جاكارا أنتوني على موقع أوليمبيديا (الإنجليزية)
- جاكارا أنتوني على موقع اللجنة الأولمبية الأسترالية (الإنجليزية)